# Tirteo
(Tirteo fr. 6,1-2 Gentili-Prato (traduzione di Filippo Maria Pontani))
Tirteo (in greco antico: Τυρταῖος?, Tyrtâios; fl. circa 640 a.C. o 633 a.C.) è stato un poeta greco antico, vissuto nel VII secolo a.C..

## Biografia
Visse soprattutto a Sparta, per la quale combatté durante la seconda guerra messenica (650 a.C. circa) ma non si sa dove sia nato. Varie fonti antiche affermano che era originario di Atene e spiegano la sua presenza a Sparta con una leggenda secondo la quale gli Spartani, messi in crisi dai Messeni, su consiglio dell'oracolo di Delfi, chiesero un capitano agli Ateniesi, i quali mandarono a Sparta un maestro di scuola o, secondo altre versioni, un poeta zoppo e deforme, ma capace d'accendere gli ardori dei soldati con i propri canti e condurli al trionfo in battaglia; secondo Pausania, gli Ateniesi inviarono proprio Tirteo, che sembrava zoppo e di scarsa intelligenza, non volendo aiutare gli Spartani a conquistare la Messenia, ma neanche disobbedire all'oracolo del dio. Si rivelò invece prezioso: Polieno racconta che durante una battaglia contro i Messeni, gli Spartani, decisi a vincerla o a morire, incisero i propri nomi sugli scudi, per poter essere riconosciuti in caso di morte. Tirteo decise di allentare la sorveglianza sugli iloti, nella speranza che alcuni disertassero, ed in effetti una parte si rifugiò tra le file nemiche e parlò loro delle scritte sugli scudi; i Messeni, intimoriti, opposero una scarsa resistenza e gli Spartani vinsero la battaglia.
Tirteo in realtà fu un cittadino spartano a pieno diritto; egli appare infatti perfettamente integrato nel sistema ideologico della πόλις (polis) aristocratica.
L'origine ateniese di Tirteo è stata messa in dubbio da alcuni studiosi moderni: poiché le prime testimonianze della leggenda sono riferite da Platone e Licurgo di Atene, è stata avanzata l'ipotesi che in realtà gli Ateniesi volessero negare che Sparta potesse produrre alcun importante poeta.

## Opere
La sua opera va inserita insieme a quella di Callino tra le elegie guerresche. Testi come questi hanno fatto pensare ad alcuni che l'elegia fosse destinata all'esercito, ma si tratta di un'ipotesi senza fondamento, perché l'elegia era destinata alla consorteria politica dell'eteria; Tirteo infatti utilizza la prima persona plurale nelle forme verbali cementando così l'identità del gruppo. A conferma dei temi guerreschi delle sue opere, Ateneo riporta la testimonianza dello storico Filocoro, secondo il quale gli Spartani, dopo la vittoria sui Messeni, presero l'usanza nelle campagne militari di cantare a turno le poesie di Tirteo dopo aver cenato.
L'opera di Tirteo si può dividere in tre categorie: un'elegia chiamata Eunomia (εὐνομία, "buon governo"), le esortazioni (ὑποθῆκαι) in versi elegiaci e i canti di guerra (ἐμβατήρια) in anapesti. Sono pervenuti a noi solo pochi frammenti della sua opera poetica, una raccolta di poesie elegiache divisa in cinque libri, di cui solo tre elegie sono quasi integre. Tra i testi pervenuti solo in forma frammentaria è anche l’Eunomia, forse originariamente un poema o una raccolta di poesie riguardanti l'origine e la struttura del governo spartano: in uno dei frammenti, tramandato da Plutarco, Tirteo descrive il ruolo dell'assemblea dei cittadini (l'apella) e la possibilità per i re e per la gherusia di non ratificare le leggi approvate dall'assemblea se queste sono contrarie agli interessi dello Stato, come previsto dall'ultima parte della grande Rhetra.

## Il mondo poetico e concettuale di Tirteo
La lingua delle elegie di Tirteo è il dialetto ionico, ma vi sono tracce di una primitiva visione dorica. A Tirteo va riconosciuta, inoltre, l'innovazione dell'etica della polis: egli infatti per primo introdusse nella mentalità dell'uomo greco l'idea di una vita dopo la morte, anche se in che termini questa vita fosse da intendere non è ben specificato. La poesia di Tirteo ha creato un nuovo concetto di eroismo. Anche l'eroe omerico combatte e muore per la gloria, ma per la sua gloria, come suprema espressione della sua personalità. L'eroe di Tirteo muore per la patria, offre la sua vita al sublime ideale della polis; la patria riconoscente dona al suo eroe onore in vita e immortalità di gloria dopo la morte. Sparta, in effetti, aveva costruito uno stato militare, in cui tutte le forze del cittadino erano intese alla grandezza della patria; nel còsmos spartano lo Stato è tutto, l'individuo è niente; ogni cittadino è un soldato, la cui qualità più grande è l'aretè (ἀρετή) in battaglia e il supremo dovere è il morire in battaglia.
Tirteo utilizza un linguaggio tradizionale, prevalentemente omerico, ma adattato alle esigenze del codice di valori che si prefigge di esprimere. I suoi scritti contengono alcuni caratteri stilistici tipici della poesia a destinazione orale: il prevalere della paratassi, le numerose ripetizioni concettuali e lessicali, la struttura sintattica semplice, il ricorso all'antitesi e l'ampio uso di particelle connettive. Il tutto era finalizzato a catturare l'attenzione degli ascoltatori, che dovevano avere una comprensione immediata del testo.